# Fieberbrunner Ache
Die Fieberbrunner Ache, früher Pillerseer Achen, historisch auch Albm bzw. Albe, im Oberlauf Schwarzache genannt, ist ein rechter Nebenfluss der Großache im Bezirk Kitzbühel in Tirol mit einer Länge von rund 27 km.

## Verlauf
Die Schwarzache entspringt am nördlichen Abhang des Spieleckkogels in den Kitzbüheler Alpen im Gemeindegebiet von Aurach bei Kitzbühel. Anschließend fließt sie in nordöstlicher Richtung durch den Hörndlinger Graben, wendet sich dann nach Norden und umfließt in einem weiten Bogen das Wildseelodermassiv. Bei Pfaffenschwendt erreicht sie den Talboden des Pillerseetals und nimmt die von Osten kommende Rotache auf. Sie wendet sich nach Nordwesten, durchfließt Fieberbrunn und mündet nach rund 25 Kilometern nördlich des Ortskerns von St. Johann in Tirol in die Kitzbüheler Ache, die ab hier Großache genannt wird.
Im Oberlauf bis zur Einmündung der Rotache beträgt das durchschnittliche Gefälle rund 9 %, von dort bis zur Mündung nur noch rund 1 %.

## Wasserführung
Der mittlere Abfluss beim Pegel Almdorf (Gemeinde St. Johann), 1,35 km oberhalb der Mündung, beträgt 6,75 m³/s, was einer relativ hohen Abflussspende von 40,8 l/s·km² entspricht. Die Fieberbrunner Ache weist ein nivales Abflussregime mit moderater Amplitude auf. Das Abflussmaximum im Mai beträgt etwa das Vierfache des Minimums im Jänner.
Mittlere monatliche Abflüsse der Fieberbrunner Ache (MQ in m³/s) am Pegel Almdorf

Erhebungszeitraum 1956–2009, Quelle:
Große Teile von St. Johann waren immer wieder von Überflutungen durch die Fieberbrunner Ache betroffen. In den Jahren 2014 und 2015 wurden daher im Gemeindegebiet Hochwasserschutzbauten errichtet.

## Wirtschaftliche Nutzung
Das Wasser der Fieberbrunner Ache wird bereits seit Anfang des 20. Jahrhunderts zur Stromerzeugung genutzt. Das Kraftwerk Walchau in Fieberbrunn erbringt heute eine Engpassleistung von 450 kW bei einem Regelarbeitsvermögen von 3,6 GWh pro Jahr.

## Umwelt
Im Oberlauf ist die Ache weitgehend naturbelassen und in gutem ökologischem Zustand. Ab Pfaffenschwendt sind die Ufer streckenweise verbaut, im Ortsgebiet von Fieberbrunn sogar durchgehend. Die Gewässergüteklasse beträgt im Oberlauf II, im Unterlauf I-II.